# 3324 Авсюк
3324 Авсюк (3324 Avsyuk) — астероїд головного поясу, відкритий 4 лютого 1983 року.
Тіссеранів параметр щодо Юпітера — 3,343.